# Lorraine Fenton
Lorraine Fenton (ogift Graham), född 8 september 1973, är en f.d. friidrottare från Jamaica (sprinter).
Fenton är en av de största jamaicanska friidrottaren med sju VM-medaljer och två OS-medaljer. De flesta av medaljerna är som en del av stafettlaget på 4 x 400 meter. Den största meriten är silveret på 400 meter efter Cathy Freeman vid OS 2000 samt det guldet vid VM 2001 på 4 x 400 meter. 

## Personliga rekord
- 200 meter - 22,63
- 400 meter - 49,30